# Oscar Parish
Parroquia de Oscar (en sueco: Oscars församling) es una parroquia en el distrito eclesiástico de Östermalm (kontrakt) en la Diócesis de Estocolmo, Suecia. La parroquia está ubicada en el Municipio de Estocolmo en el Condado de Estocolmo. La parroquia forma su propio pastorado.

## Historia
La Parroquia de Oscar se formó el 1 de mayo de 1906 al separarse de la Parroquia de Hedvig Eleonora y desde entonces ha formado su propio pastorado. El nombre era Oskar hasta 1962, cuando se cambió a Oscar. Hay cinco iglesias en la Parroquia de Oscar: Iglesia de Oscar, Iglesia de Gustaf Adolf, Djurgårdskyrkan, Iglesia de Olaus Petri y Oscars Lillkyrka. Desde 2002, la Parroquia de Oscar ha tenido un intercambio bien desarrollado de amigos con la Martin Luther Kirchengemeinde en Zeuthen, Berlín, Alemania.

## Ubicación
La Parroquia de Oscar incluye partes de Östermalm, Gärdet, Frihamnen y el sur de Djurgården.